# Chantal Neveu
Chantal Neveu est une écrivaine et artiste multidisciplinaire née à Montréal en 1964.

## Biographie
Elle étudie le cinéma et effectue un baccalauréat en communications à l'UQAM. Elle est une artiste prolifique qui s'exprime à travers la poésie, la musique, la production web, les adaptations radiophoniques, scéniques et médiatiques ainsi que par la vidéo. Elle choisit cependant  l'écriture comme mode privilégié d'exploration et de connaissance.
Dans Mentale (2008), une œuvre multidisciplinaire et éclectique, l'auteure porte une attention particulière au rythme. Dans Une spectaculaire influence (2010) autant que dans coït (2010) elle vient réimaginer, redessiner tout le discours sur la corporéité et l’érotisme, à travers la forme et le rythme de ses écrits. Pour elle, le mot « coït » renvoie à l’expression « aller ensemble ». Sa poésie conceptuelle joue avec la polysémie, l'espace de la page, refuse les clichés érotico-pornographiques pour mieux analyser les sensations complexes et diffuses générées par les rapports interpersonnels amoureux. C'est un livre partition qui explore la danse du sens et de l'amour. Le critique Jacques Paquin a écrit sur ce recueil: " La partition érotique de Chantal Neveu mérite de figurer parmi les heureuses innovations formelles de ces dernières années." 
Le recueil La vie radieuse est publié en 2016 chez La Peuplade (Chicoutimi). L'ouvrage de 240 pages contient un seul et unique poème. Ce long poème explore le concept de l'individualité ainsi que la place que prend cette individualité au sein de sa collectivité. Le texte suit une organisation très aérée. Le critique et poète Sébastien Dulude parle de l’importance de « déconstruire les structures de signification » au sujet de ce livre et complète sa pensée en écrivant : « (…) C’est ce grand ensemble dont les mots, les vers et les pages de Neveu tracent le rayon (fini ou infini ?) d’existence ; ce faisant, l’écriture y acquiert un double rôle, vecteur de signification pour l’écrivain et le lecteur, mais aussi et d’abord matière constituante de la réalité présente, disparue et à découvrir.»
Des variations de La vie radieuse sont apparues sur l'affiche Je suis venue faire l'amour (Contre-mur) et sous plusieurs autres formes. Entre autres, une variation-extrait a été exposée dans le cadre de l’exposition LSS (Life Support System) d’Ana Rewakowicz à Galerie B-312, à Montréal, en 2015 et dans une autre exposition  poésie | dessins | performances en collaboration avec l'artiste Caroline Boileau à la Galerie Skol en 2018.
Sa traduction en anglais par Erín Moure sous le titre This Radiant Life, parue chez Book*hug Press en 2020, a remporté le Prix du Gouverneur général : traduction du français vers l'anglais ainsi que le Prix Nelson Ball Prize en 2021. Ce dernier prix est remis annuellement à un poète canadien pour souligner “une poésie de l’observation”.

## Œuvres

### Poésie
- èdres, Montréal, Éditions É=É, 2005, 32 p. (ISBN 2923391004)
- mentale, Saint-Fulgence, La Peuplade, 2008, 88 p. (ISBN 978-2-923530-10-9)[11]
- Une spectaculaire influence, Montréal, L'Hexagone, 2010, 64 p. (ISBN 978-2-89006-839-1)[12] ; A Spectacular Influence, Toronto, trad. par Nathanaël aux éditions Book*hug Press, 2015, 57 p.,  (ISBN 9781771661768)
- coït, Saint-Fulgence, La Peuplade, 2010, 87 p. (ISBN 978-2-923530-16-1)[13] ; coït, Toronto, trad. par Angela Carr, éditions Book*hug Press, 2012, 85 p. (ISBN 9781927040393) [14]
- La vie radieuse, Chicoutimi, La Peuplade, 2016, 241 p.  (ISBN 9782924519318) [15] ; This Radiant Life, Toronto, trad. par Erín Moure, éditions Book*hug Press, 2020, 225 p.  (ISBN 9781771666336)[16]
- you, Chicoutimi, La Peuplade, 2021, 84 p.  (ISBN 9782925141051)

### Affiches
- Je suis venue faire l'amour, Marseille: Éditions Contre-mur, 2010[17]

### Revues
Chantal Neveu ayant eu une carrière prolifique et assez longue, voici une liste non-exhaustive des revues dans lesquelles elle publie:
- Art le Sabord (Trois-Rivières)[18]
- Airbag (Genève)
- Les Écrits[19]
  - Numéro 144 (août 2015)
  - Numéro 152 (printemps 2018)
- Estuaire
  - Numéro 161 (juin 2015)[20]
- Moebius
  - Numéro 134: Les arts martiaux (septembre 2012)[21],[22]

## Activités littéraires

### Performances et lectures publiques
Chantal Neveu participe à de nombreuses lectures publiques au fil de sa carrière.
En août 1996, elle participe à une performance littéraire à l'événement Sous la passerelle, un événement d'art électronique à ciel ouvert organisé par Champ libre à l'Usine C,.
En 2008, elle présente Ce qui arrive d’après mentale, trois lectures-performances littéraires solo à Oboro, Montréal, le 30 octobre et les 2 et 4 novembre 2008.
En 2012, elle participe à une séance de lecture publique à la Maison de la culture du Plateau Mont-Royal dans le cadre de la 40e Rencontre québécoise internationale des écrivains.
En 2017, elle est invitée par DHC/ART à participer à Dissections: Ed Atkins pour créer une lecture-performance de poésie en trio avec Oana Avasilichioaei et Renée Gagnon au Centre Phi, le 30 août 2017.
En 2017, en sortie de résidence croisée entre la Maison de la poésie de Nantes et Rhizome, elle présente Dans l'architecture, une lecture-performance poésie écrite et créée en duo avec Nicolas Tardy, au Lieu Unique à Nantes, le 18 octobre 2017 + en trio avec Mériol Lehmann chez Avatar à Méduse à Québec, le 30 novembre 2017, dans le cadre de l’événement Écritures - Formes en développement et prises de risques.
En 2018, elle présente une exposition de poésie | dessins | performances avec l'artiste Caroline Boileau à la galerie Skol intitulée Guetter pratiquer anticiper tailler, une nouvelle variation de La vie radieuse.

### Projets en Islande
À l'automne 2016, Chantal Neveu participe à des lectures publiques bilingues à Reykjavik avec Daniel Canty et François Turcot. Elle prend part à des ateliers croisés avec des écrivains islandais, dont Gyrðir Elíasson et Aðalsteinn Ásberg Sigurðsson. L'activité est reliée au projet organisé par La Peuplade qui vise à tiser des liens entre les communautés littéraires québécoises et islandaises. Par la suite, Chantal Neveu accueille également les écrivains islandais, Gyrðir Elíasson et Aðalsteinn Ásberg Sigurðsson à Montréal pour des lectures en islandais et en français dans plusieurs librairies québécoises, dont la librairie montréalaise Le Port de Tête.
À propos du dialogue entre les cultures québécoises et islandaises, Chantal Neveu mentionne qu'il existe des similarités entre les deux littératures, notamment par la dimension symbolique que prend le paysage.

### Événements internationaux
Elle participe à des initiatives artistiques et littéraires en Europe. Elle fait notamment rayonner la littérature québécoise en France, en Belgique, en Allemagne, en Islande et aux États-Unis.
Elle est lauréate de la Bourse d'écriture en Flandre pour l'année 2014 remise par l'Union des écrivains québécois (UNEQ). Selon le jury, « La solidité et la force de son œuvre, une voix qui lui est propre, sont des atouts qui font de Chantal Neveu une excellente ambassadrice qui aura la capacité de faire rayonner la littérature québécoise à l’étranger.»   
Elle participe également à des résidences d'auteurs à la Maison internationale des littératures Passa Porta, à la Villa Waldberta en Bavière (DE) en 2013 ainsi qu'à la Villa Hellebosch en 2014, où elle poursuit l'écriture de son recueil La vie radieuse.
En 2017, elle reçoit une bourse du Conseil des arts et des lettres du Québec qui lui permet de séjourner en France du 26 avril au 7 mai. Elle passe par la Maison de la poésie à Nantes, au Lieu Unique, à la Maison de la poésie de Rennes, au FRAC-Bretagne. Elle est invitée à l'Association Le Pot aux Roses, à Quimper, et à Lecture en tête, Festival du premier roman de Laval-en-Mayenne, en association avec l'écrivain français Nicolas Tardy.

### Unions d'artistes
Chantal Neveu est  membre de la Société des auteurs et compositeurs dramatiques, et membre de l’Union des écrivaines et écrivains du Québec (UNEQ)